# 雲母摺
雲母摺（うんもずり、きらずり）は雲母で文様を摺り出すこと。

## 歴史
雲母摺りの源泉を求め料紙の研究から考察が試みられた。12世紀前半の藤原定信による書とされる『金沢本万葉集』の料紙は、具引き地に雲母刷りである。平安時代末期に書写された『元永本古今和歌集』の料紙は雁皮の染紙に具引きし、唐草、七宝、花菱、波、亀甲、唐子などの型模様を雲母摺りまたは空摺りした和製唐紙（からかみ）である。

### 光悦本
川瀬一馬は「慶長年間に本阿弥光悦が光悦本（嵯峨本）の料紙にこれを用いて、美術的意匠の工夫を示したのが初め」であり「平安朝末期の雲母摺り模様の料紙は中国から輸入された唐紙で日本では作られておらず、平安朝以来光悦のころでも、蝋箋ともども長らく、中国からの輸入品であった」としている。

### 浮世絵
浮世絵に施した版画手法のひとつ。金・銀・銅粉を混ぜる手法があったが、銀粉が高価なために、銀粉の代用として雲母の粉を用いる方法が発達した。雲母は銀にくらべて変質しにくいので、銀粉の代用というよりも、むしろ雲母独自の効果を生かす工夫が されてきた。岩絵具に細かく砕いた雲母を混ぜて膠液で溶いて使用し、版木を用いて特色として刷る場合は背景色に応じて、白雲母摺、黒雲母摺、紅雲母摺と呼ばれる。そのほかに細かな装飾には合羽摺を用いて、膠分を増し粘着度を高めた絵具を刷毛で型紙に塗りつけて施す。

雲母摺の例
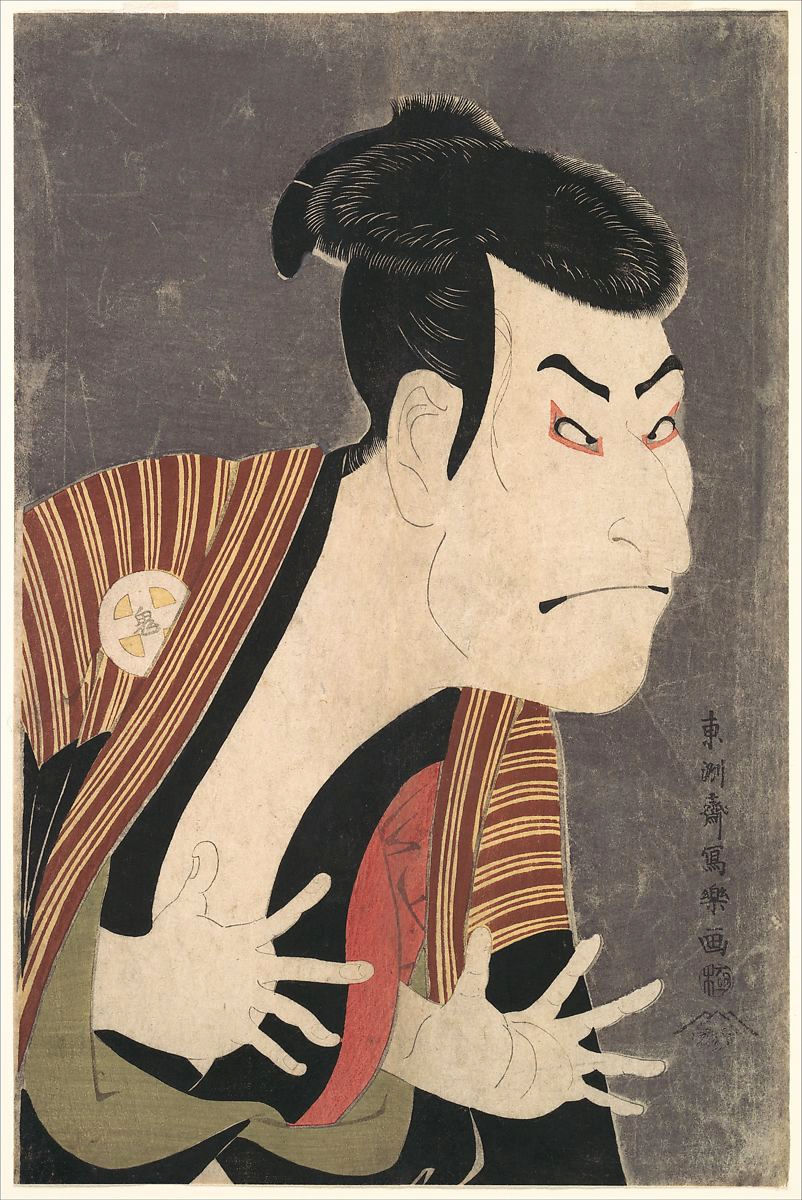
「三代目大谷鬼次」（江戸兵衛に扮する二代目中村仲蔵）東洲斎写楽 (1794年)
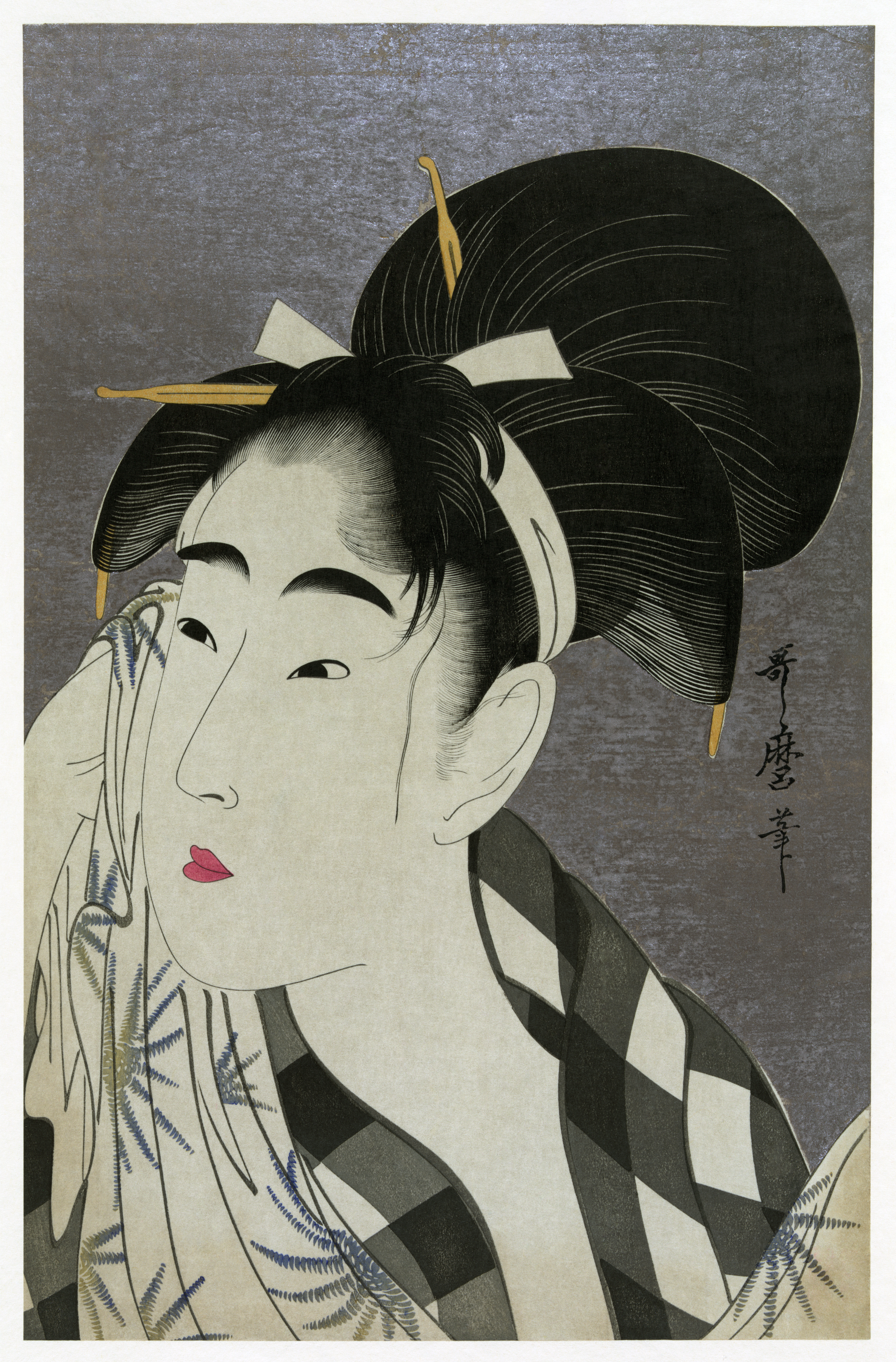
「汗を拭く女」喜多川歌麿 (1798年)。日本髪を結った女性の鉢巻き、歌舞伎で言うところの「お三輪巻」。
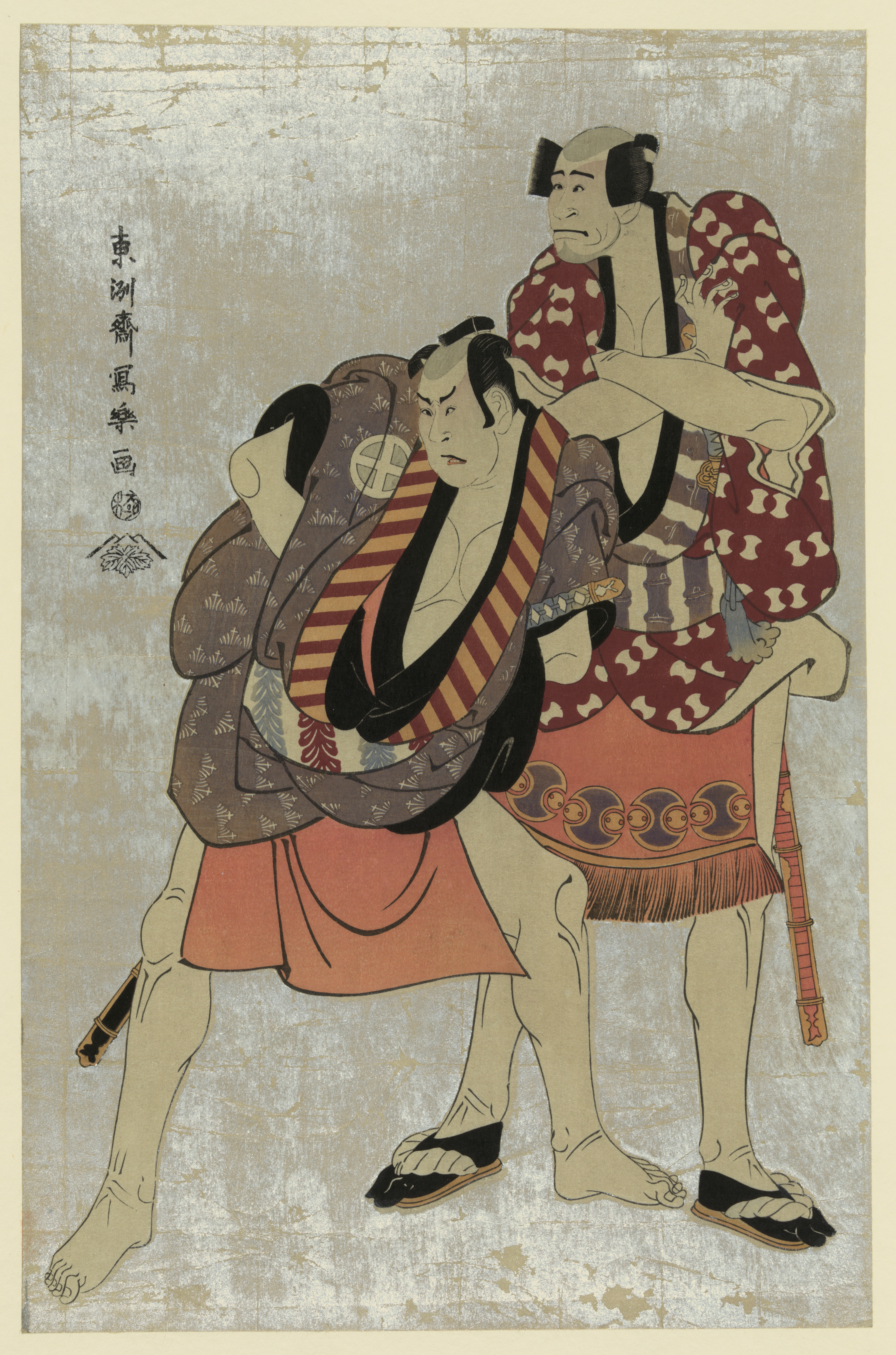
「二代目嵐龍蔵の不破が下部浮世又平と三代目大谷広次の名護屋が下部土佐の又平」東洲斎写楽 (1794年)
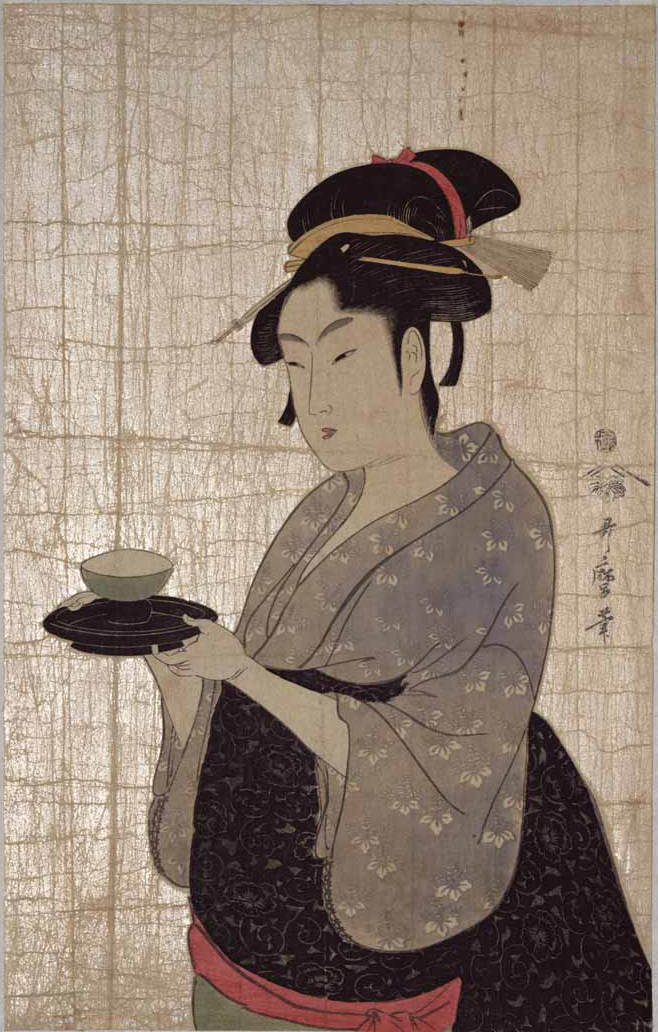
「難波屋おきた」喜多川歌麿 （1793年頃）。茶を運ぶポーズを付けているのは茶屋の娘難波屋おきた。

## 現代の雲母摺り
以下、西嶋勝之『版画入門 : 基礎・実作・応用』文研出版、1976年。より
- 雲母摺り用として、同一の版を二枚用意する。
- 雲母の下地として、一枚の版を藍ねずみ色（藍と墨を混ぜてつくる）で摺る。
- もう一枚の版で固着剤(ニカワ液または糊を摺りとり、上から雲母粉を筆でふりかけ付着させる。
- 乾燥したら、余分の粉を落としておく。
- 雲母の粉に糊やニカワ液を混ぜて、 絵具と同じ方法で摺る方法もあるが、光沢は少なくなる。
- 色雲母摺りといって、藍ねずみ色の かわりに青、紅で摺り、上から雲母をかけると、青雲母、紅雲母となり、藍 ねずみ色とはまた感じのかわったもの になる。

## 関連資料
- 東洲斎写楽、山口桂三郎『写楽 : 春章・春好・春英・艶鏡』ぎょうせい〈名品揃物浮世絵5〉、1991年。ISBN 4324024901、NCID BN06681030。
- 喜多川歌麿、下村良之介『歌麿』新潮社〈とんぼの本〉、1991年。ISBN 4106019965、NCID BN06969298。
- 内田千鶴子『写楽・考』三一書房、1993年。ISBN 4380932125、NCID BN09238415。
- 中嶋修『「東洲斎写楽」考証』彩流社、2012年。ISBN 9784779118067、NCID BB10187714。
- 島谷弘幸 (編)『料紙と書 : 東アジア書道史の世界』、思文閣出版、2014年。ISBN 9784784217489、NCID BB15345095。
- 町田恵一『江戸前期上方色摺史の研究 : グローバルな進化の過程の下で』印刷学会出版部、2017年。ISBN 9784870852228、NCID BB2376294X。